# Saint-André-de-Messei

Saint-André-de-Messei este o comună în departamentul Orne, Franța. În 1 ianuarie 2022 avea o populație de 522 de locuitori.